# Deutscher KI-Preis
Der Deutsche KI-Preis (englisch: German AI Award) wurde 2019 erstmalig vom Wirtschaftsmagazin BILANZ, das beim Axel Springer Verlag erschien, als Auszeichnung für herausragende Leistungen auf dem Gebiet der Künstlichen Intelligenz verliehen. Nach Einstellung des Wirtschaftsmagazins BILANZ wurde der Deutsche KI-Preis zur Medienmarke WELT (Axel Springer SE) überführt und wird jährlich in drei Kategorien vergeben.
- KI-Innovationspreis: Der mit (Stand 2022) 35.000 Euro dotierte Innovationspreis[1] würdigt bahnbrechende wissenschaftliche Verdienste um die Erforschung und Entwicklung der Künstlichen Intelligenz. Es ist der höchstdotierte Preis seiner Art in Deutschland und Europa.
- KI-Anwenderpreis: Der undotierte Anwenderpreis zeichnet zukunftsweisende Beispiele der wirtschaftlichen und kommerziellen Nutzung der KI-Technik aus.
- KI-Sonderpreis: Darüber hinaus wurde 2019 ein Nachwuchspreis für KI-Forscher verliehen, 2020 ein Sonderpreis für das beste KI-Start-up in der Hauptstadtregion Berlin-Brandenburg.[2]

In der Jury sind unter anderem international renommierte KI-Wissenschaftler und -Anwender vertreten. Den Vorsitz bekleidete 2019 und 2020 der Frankfurter KI-Unternehmer Chris Boos.

## Preisträger
- 2019
  - KI-Innovationspreis: Kristian Kersting, Professor für KI und Maschinelles Lernen an der TU Darmstadt, Co-Direktor des hessischen Zentrums für KI[3]
  - KI-Anwenderpreis: DeepL GmbH, Online-Übersetzungsdienst[4]
  - KI-Nachwuchspreis: Elmar Rückert, Professor für Robotik und autonome Systeme an der Universität Lübeck und Leiter der Forschungsgruppe „Neuronale Lernmethoden für die Robotik“[4]

- 2020
  - KI-Innovationspreis: Bernhard Schölkopf, Direktor am Max-Planck-Institut für lernende Systeme in Tübingen[5][6][7]
  - KI-Anwenderpreis: Westphalia Datalab GmbH, Datenanalyse-Firma aus Münster[6][7]
  - KI-Sonderpreis: Merantix AG, KI-Inkubator aus Berlin[6][7]
- 2021[8]
  - KI-Innovationspreis: KI-Forschungsnetzwerke ELLIS und CLAIRE
  - KI-Anwenderpreis: Startup Aleph Alpha aus Heidelberg
  - KI-Start-Up-Preis: Hippo AI Foundation
- 2022[1]
  - KI-Innovationspreis: Wolfram Burgard
  - KI-Anwenderpreis: Ada Health
  - KI-Sonderpreis: Planer AI

- 2023[9]
  - KI-Innovationspreis: Sepp Hochreiter
  - KI-Anwenderpreis: Europäisches Laboratorium für Molekularbiologie
  - KI-Start-Up Preis: Syte (Münster)
- 2024[10]
  - KI-Innovationspreis: Björn Ommer
  - KI-Anwenderpreis: Caresyntax
  - KI-Start-Up Preis: Brighter AI